# Commissaire Brunetti
Pour le personnage littéraire, voir Guido Brunetti.
Commissaire Brunetti (Donna Leon) est une série télévisée policière allemande en 26 épisodes de 90 minutes adaptée des romans de Donna Leon ayant pour héros Guido Brunetti, policier à Venise, et diffusée entre le 12 octobre 2000 et le 25 décembre 2019 sur ARD.
En France, elle est diffusée depuis le 29 juin 2010 sur France 3 dans un ordre qui lui est propre.

## Synopsis
Les enquêtes vénitiennes du commissaire Guido Brunetti et du sergent Lorenzo Vianello.

## Distribution
- Joachim Król (épisodes 1–4), Uwe Kockisch (dès l'épisode 5) (VF : Patrick Béthune) : Commissaire Guido Brunetti
- Barbara Auer (1–4), Julia Jäger (de) (dès l'épisode 5) : Paola Brunetti, son épouse, universitaire
- Michael Degen (de) : Vice-Questeur (it) Patta, chef de Brunetti
- Karl Fischer (de) : Sergent Lorenzo Vianello, subordonné de Brunetti
- Annett Renneberg (VF : Delphine Rivière) : Elettra Zorzi, assistante de Patta
- Patrick Diemling (de) (VF : Adrien Larmande) : Raffaele (Raffi) Brunetti, fils de Guido et Paola
- Laura-Charlotte Syniawa (de) (VF : Florine Orphelin) : Chiara Brunetti, fille de Guido et Paola
- Dietmar Mössmer (VF : Richard Leroussel) : Sergent Alvise, subordonné de Brunetti
- Ueli Jäggi (de) : Docteur Aurino, médecin légiste
- Christel Peters (de) † : Signora Amelia Brunetti, mère de Guido (épisodes 7-14)
- Peter Fitz (de) † : Comte Orazio Falier, père de Paola (jusqu'à l'épisode 18)
- Carola Regnier (de) † : Comtesse Donatella Falier, mère de Paola (épisode 11 seulement)

 Source et légende : version française (VF) sur RS Doublage

## Fiche technique
- Réalisation :
  - Christian von Castelberg (de) (épisodes 1 et 2)
  - Sigi Rothemund (épisodes 3 à 23)
- Scénario :
  - Arthur Michel (épisode 1)
  - Ralf Hertwig et Kathrin Richter (épisodes 2, 3, 4, 5, 6, 8)
  - Renate Kampmann (épisodes 7, 9)
  - Renate Kampmann, Markus Leonhardt et Axel Witte (épisode 10)
  - Holger Joos (épisodes 11, 13, 14, 15, 18, 19)
  - à préciser (épisodes 12, 20)
  - Stefan Holtz et Florian Iwersen (épisodes 16, 17, 21, 22)
- Musique :
  - André Rieu musique du générique : Autumn in Venice (épisodes à préciser)
  - Robert Schulte Hemming et Jens Langbein (à préciser)

## Épisodes
1. 2000 : Le Prix de la chair (roman No:) #4 (Vendetta)
2. 2000 : Un Vénitien anonyme #3 (Venezianische Scharade)
3. 2002 : L'Affaire Paola #8 (In Sachen Signora Brunetti)
4. 2002 : Noblesse oblige #7 (Nobiltà)
5. 2003 : Mort à la Fenice #1 (Venezianisches Finale)
6. 2003 : Des amis haut placés #9 (Feine Freunde)
7. 2004 : Péchés mortels #6 (Sanft entschlafen)
8. 2004 : Entre deux eaux #5 (Acqua Alta)
9. 2005 : Dissimulation de preuves #13 (Beweise, dass es böse ist)
10. 2005 : Le Meilleur de nos fils #12 (Verschwiegene Kanäle)
11. 2006 : Mort en terre étrangère #2 (Endstation Venedig)
12. 2006 : Mortes-Eaux #10 (Das Gesetz der Lagune)
13. 2008 : Une question d'honneur #11 (Die dunkle Stunde der Serenissima)
14. 2008 : De sang et d'ébène #14 (Blutige Steine)
15. 2009 : Requiem pour une cité de verre #15 (Wie durch ein dunkles Glas)
16. 2010 : Le Cantique des innocents #16 (Lasset die Kinder zu mir kommen)
17. 2010 : La Petite Fille de ses rêves #17 (Das Mädchen seiner Träume)
18. 2012 : La Femme au masque de chair #18 (Schöner Schein)
19. 2013 : #19 (Auf Treu und Glauben, adapté du roman A Question of Belief, traduit en français sous le titre Brunetti et le Mauvais Augure)
20. 2014 : #20 (Reiches Erbe, adapté du roman Drawing Conclusions, traduit en français sous le titre Deux veuves pour un testament)
21. 2015 : #21 (Tierische Profite, adapté du roman Beastly Things, traduit en français sous le titre L'Inconnu du Grand Canal)
22. 2016 : #22 (Das goldene Ei, adapté du roman The Golden Egg, traduit en français sous le titre Le Garçon qui ne parlait pas)
23. 2017 : #23 (Tod zwischen den Zeilen, adapté du roman By its Cover, traduit en français sous le titre Brunetti entre les lignes)
24. 2018 : #24 (Endlich mein, adapté du roman Falling in Love, traduit en français sous le titre Brunetti en trois actes)
25. 2019 : #25 (Ewige Jugend, adapté du roman The Waters of Eternal Youth, traduit en français sous le titre Minuit sur le canal San Boldo)
26. 2019 : #26 (Stille Wasser, adapté du roman Earthly Remains traduit en français sous le titre Les Disparus de la lagune)

## Décors
Les scènes extérieures sont réalisées à Venise. La préfecture de police est proche du campo della Confraternità, entre l'église San Francesco della Vigna et le rio di San Francesco della Vigna. La façade de la préfecture est celle du palais Gritti (it). L'appartement des Brunetti, presque à la confluence du rio de San Polo et du Grand Canal, donne vue sur la terrasse du palais Barbarigo della Terrazza (it), de l'autre côté du rio de San Polo.

Lieux de tournage à Venise
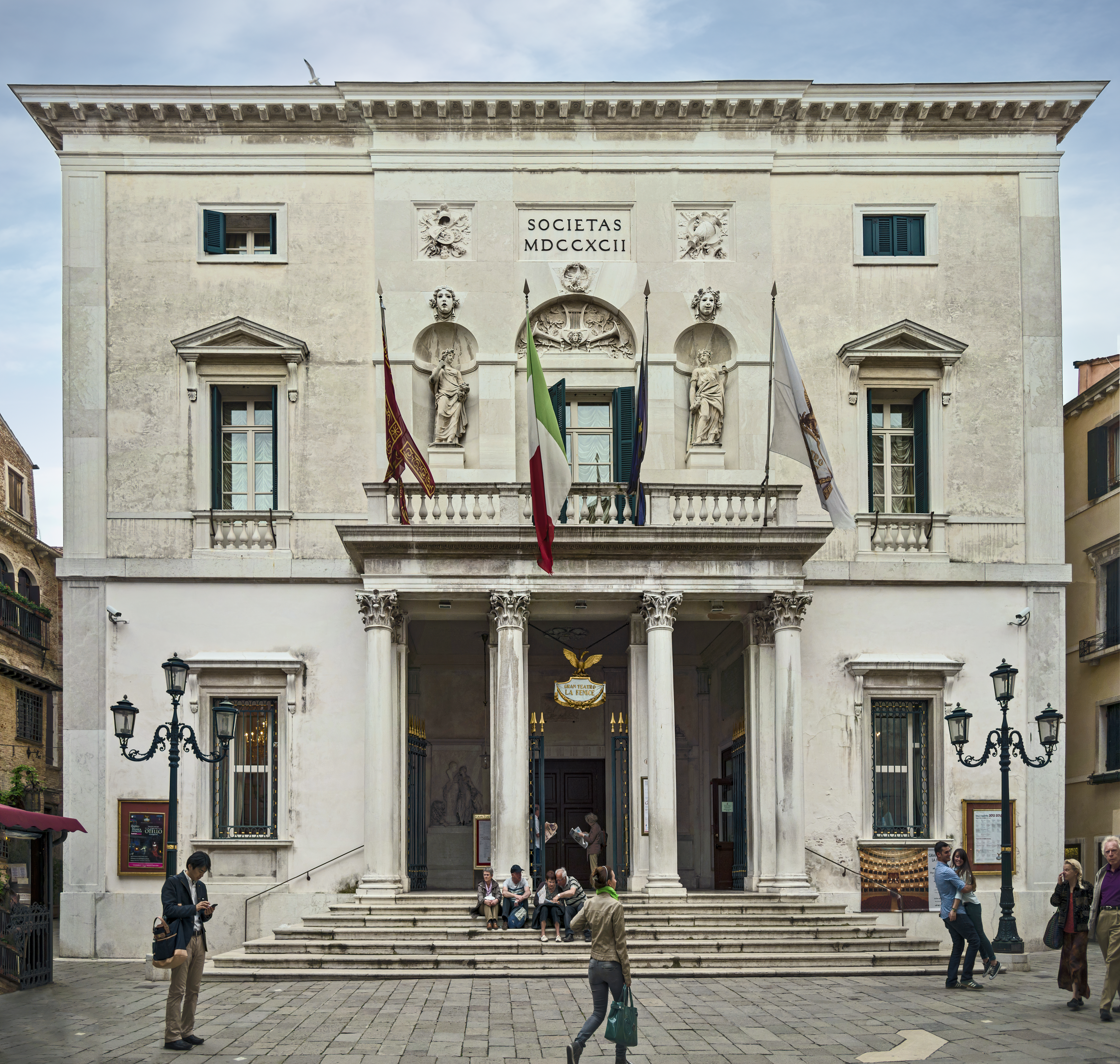
L'opéra de la Fenice (décor du 5e épisode)
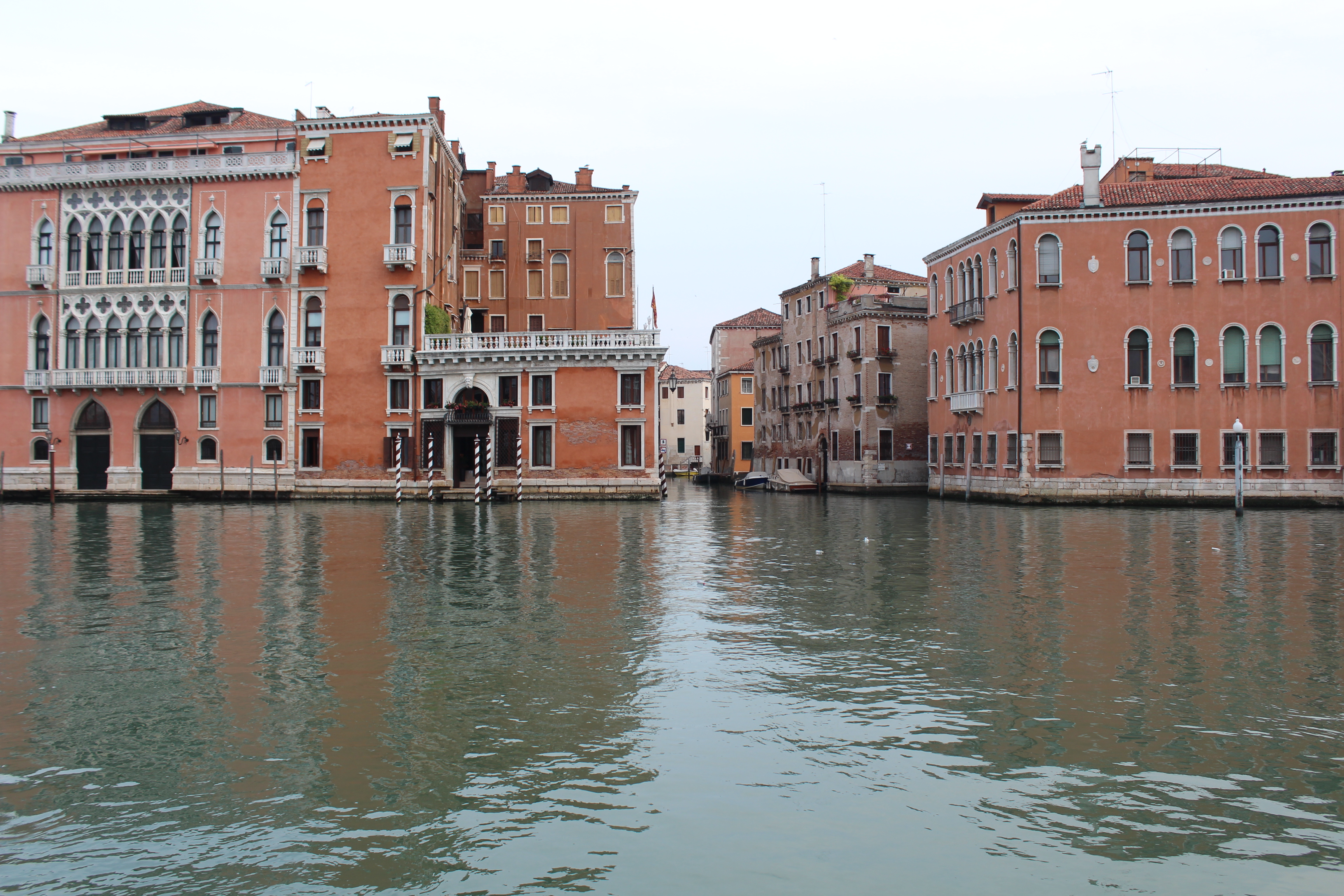
Vue de la terrasse (à droite) de l'appartement des Brunetti, sur la terrasse du palais Barbarigo della Terrazza (à gauche)
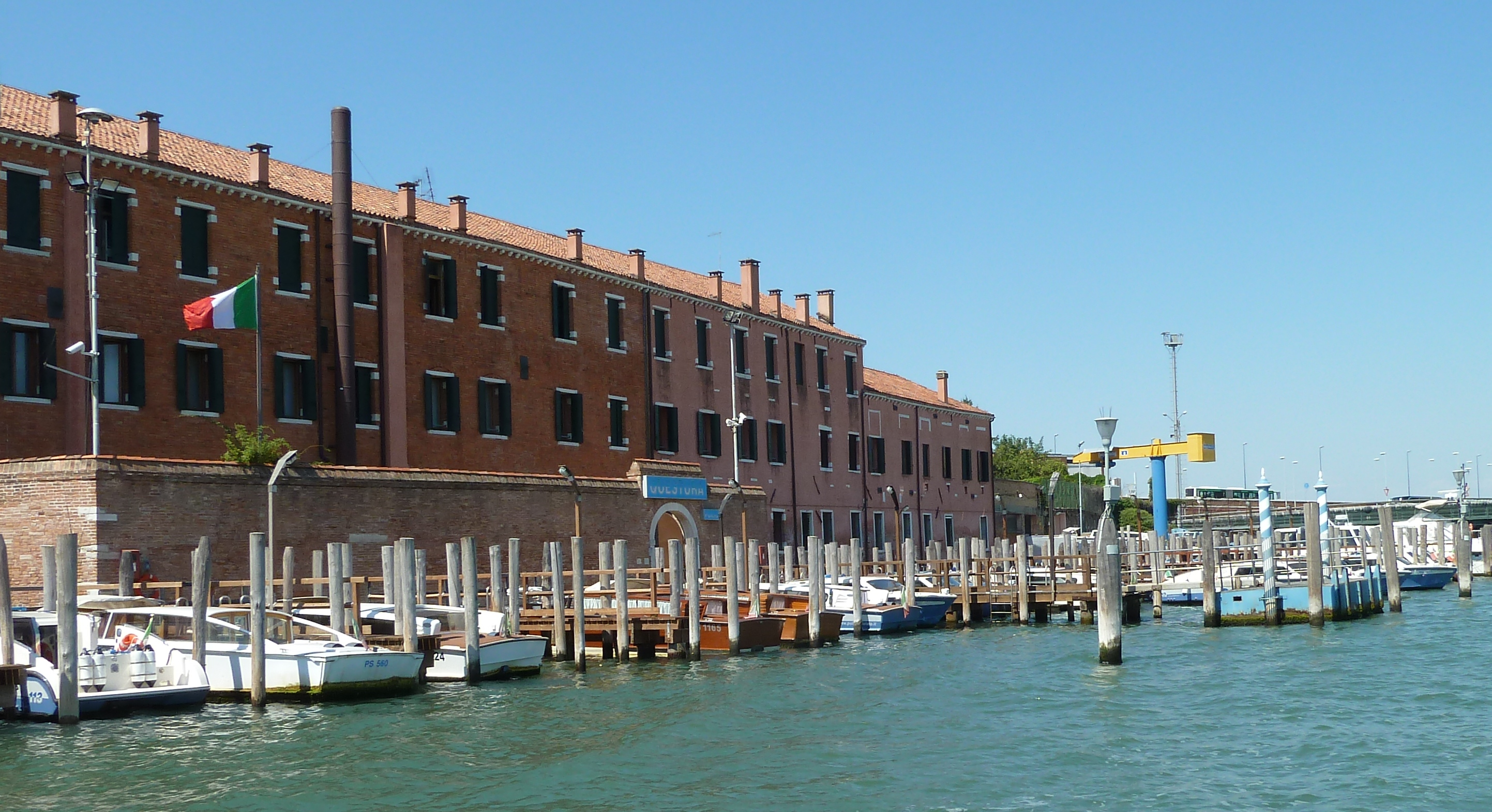
Préfecture de police (Questura (it)) de Venise, lieu de travail de Brunetti

## Commentaires
Les épisodes sont réalisés à Venise avec des acteurs allemands, sans tenir compte de l'ordre des romans. De même, par rapport aux romans, il y a des personnages et des intrigues secondaires en plus et la fin peut être différente.